# Nařízení Brusel II
Nařízení Brusel II bis je právní akt Evropské unie, který upravuje občanskoprávní věci související s rozvodem, rozlukou, či prohlášením manželství za neplatné; přiznáním, výkonem, převedením a úplným či částečným odnětím rodičovské odpovědnosti. Nařízení se však výslovně nevztahuje na určení nebo popření rodičovství, rozhodnutí o osvojení, předadopční opatření nebo na neplatnost či zrušení osvojení, příjmení a jména dítěte, úpravu dosažení zletilosti, vyživovací povinnosti, správu jmění nebo pozůstalosti či na opatření přijatá v důsledku trestných činů spáchaných dětmi.

## Systematika nařízení
- Preambule
- Kapitola I: Oblast působnosti a definice (čl. 1 – 2)
- Kapitola II: Příslušnost (čl. 3 – 20)
  - Oddíl 1: Rozvod, rozluka a prohlášení manželství za neplatné (čl. 3 – 7)
  - Oddíl 2: Rodičovská zodpovědnost (čl. 8 – 15)
  - Oddíl 3: Společná ustanovení (čl. 16 – 20)
- Kapitola III: Uznávání a výkon (čl. 21 – 52)
  - Oddíl 1: Uznávání (čl. 21 – 27)
  - Oddíl 2: Návrh na prohlášení vykonatelnosti (čl. 28 – 36)
  - Oddíl 3: Ustanovení společná pro oddíly 1 a 2 (čl. 37 – 39)
  - Oddíl 4: Vykonatelnost určitých rozhodnutí o právu na styk s dítětem a určitých rozhodnutí nařizujících navrácení dítěte (čl. 40 – 45)
  - Oddíl 5: Veřejné listiny a dohody (čl. 46)
  - Oddíl 6: Jiná ustanovení (čl. 47 - 52)
- Kapitola IV: Spolupráce mezi ústředními orgány ve věcech rodičovské zodpovědnosti (čl. 53 – 58)
- Kapitola V: Vztah k jiným nástrojům (čl. 59 – 63)
- Kapitola VI: Přechodná ustanovení (čl. 64)
- Kapitola VII: Závěrečná ustanovení (čl. 65 – 72)
- Přílohy I až VI

## Závaznost
Nařízení Brusel II bis dopadá na všechny členské státy Evropské unie s výjimkou Dánska.